# Acàcia d'escorça groga
L'acàcia d'escorça groga (Acacia xanthophloea) és un arbre de la família fabàcia que en anglès es coneix com a Fever Tree (arbre de la febre).

## Etimologia
Xanthophloea deriva del grec i significa 'escorça groga'. El nom comú anglès Fever tree prové de la seva tendència a créixer en zones pantanoses, on es desenvolupa la febre de la malària.

## Descripció
- Creix fins a 15–25 m d'alt.
- Escorça suau i de color groc verdós. A més, és notable per ser un dels pocs arbres amb fotosíntesi significativa a l'escorça.
- Espines que surten de les branques a parells.
- Fulles doblement compostes amb folíols petits (8 x 2 mm).
- Les flors són flairoses en inflorescències grogues.
- Creix ràpid i viu pocs anys.
- Forma part de la dieta dels elefants.[2][3][4][5]

## Distribució geogràfica
És una espècie originària del sud-est d'Àfrica i es pot trobar a Botswana, Kenya, Malawi, Moçambic, Somàlia, Sud-àfrica, Eswatini, Tanzània, Zàmbia i Zimbàbue.

## Observacions
Va ser immortalitzada per Rudyard Kipling en una de les seves Just So Stories, The Elephant's Child, en què el riu Limpopo apareix amb molts d'aquests arbres."